# Madeleine Dedieu-Peters
Madeleine Dedieu-Peters, née Madeleine Gabrielle Andrée Dedieu le 12 juillet 1889 à Courbevoie et morte le 23 avril 1947 à Paris, est une compositrice française.

## Biographie
Madeleine Dedieu-Peters est élève au Conservatoire de Paris. Elle obtient dans la classe d'harmonie d'Auguste Chapuis un deuxième accessit en 1912 et un premier prix en 1913, puis dans la classe de contrepoint de Georges Caussade un premier prix en 1915 et un second prix de fugue en 1919.
En 1923, sa Sonate pour piano et son Prélude et fugue sur un sujet de Caussade à la harpe sont primés par la Société des compositeurs de musique.
En 1925, elle est lauréate du Prix Antonin Marmontel de la même société au titre de l'année 1924, pour l'écriture d'un quatuor à cordes.
En 1928, dans une chronique musicale de La Vie latine consacrée aux compositrices, H. Pérréard la cite parmi les meilleures de sa génération et mentionne ses quatuors comme « ayant du relief, de la vie, et beaucoup d'équilibre ». Paul Landormy signale également dans une édition de son Histoire de la musique le quatuor à cordes de Madeleine Dedieu-Peters, « qui témoigne d'un talent vigoureux et sain ».
Arthur Honegger (Comœdia, 24 octobre 1942) salue le travail du Quatuor Gabriel Bouillon au service de la musique de chambre contemporaine : ces musiciens ont mis à leur programme 1942-1943 Roussel, Chausson, Marcel Delannoy, Pierre Menu, Georges Migot, Magnard, Pierre-Octave Ferroud et Madeleine Dedieu-Peters, entre autres.
Elle meurt le 23 avril 1947 à Paris.

## Œuvres (sélection)
- Trois Pièces pour quatuor à cordes[10], créées en 1920[11]
- Septuor pour flûte, trompette, cordes et piano, 1920[12]
- Trois Petits préludes pour orchestre[13] (existent aussi dans une version pour piano à quatre mains), 1922[14], créés avec chorégraphie en 1925[15], et au concert par l'Orchestre Pasdeloup en 1926[16]
- Prélude et fugue sur un sujet de Caussade, pour harpe chromatique, 1923[4]
- Sonate pour piano, 1923[4]
- Deuxième quatuor à cordes, pour deux violons, alto et violoncelle, 1924, créé en 1927[17]